# Peter Fitz
Peter Fitz (* 8. August 1931 in Kaiserslautern; † 10. Januar 2013 in Berlin) war ein deutscher Schauspieler und Synchronsprecher.

## Leben

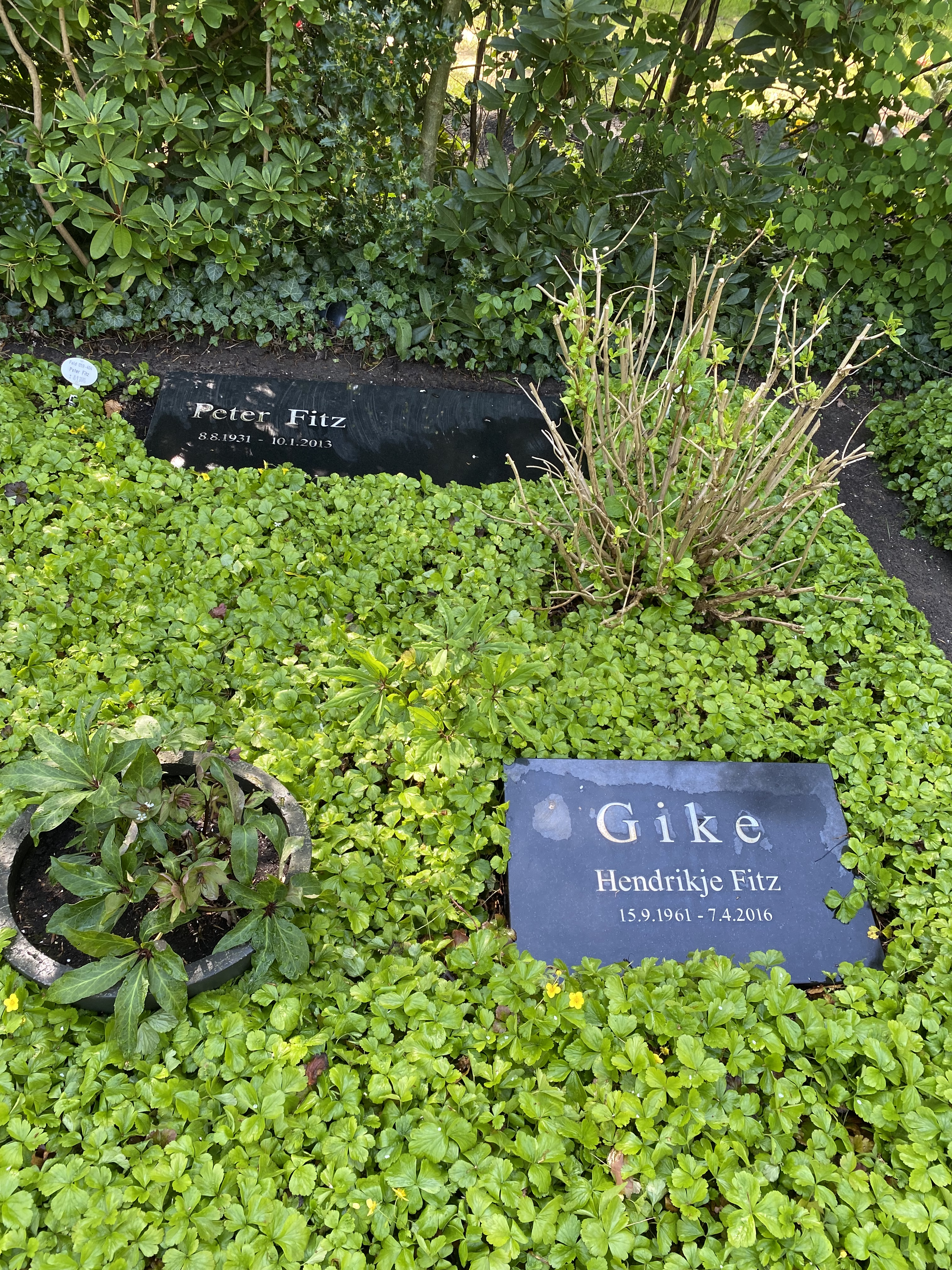
Grabstätte auf dem Waldfriedhof Zehlendorf (Feld 059-404)

Peter Fitz ist der Sohn des Schauspielerehepaars Robert Fitz und Johanna Stier. Er gehörte über Jahrzehnte zu den herausragenden Schauspielern der deutschen Theaterlandschaft. Er absolvierte in den 1950er Jahren eine Ausbildung an der Schauspielschule des Deutschen Schauspielhauses in Hamburg. In den 1960er Jahren folgten unter anderem Engagements am Schauspiel Frankfurt. Der Regisseur Peter Stein holte ihn in das Ensemble der Berliner Schaubühne am Halleschen Ufer, wo er unter Steins Regie in Inszenierungen wie Trilogie des Wiedersehens von Botho Strauß und unter Klaus Michael Grüber in dessen legendärer Inszenierung der Bakchen von Euripides zu sehen war. Grüber besetzte ihn 1981 auch an der Freien Volksbühne Berlin als Mephisto neben Bernhard Minetti als Faust. Zuletzt stand er in der Inszenierung von Nathan der Weise am Berliner Ensemble und in der Wallenstein-Inszenierung von Peter Stein auf der Bühne.
Fitz spielte im Laufe seiner Karriere an allen großen Häusern des deutschsprachigen Theaters, so am Wiener Burgtheater, an den Münchner Kammerspielen, dem Berliner Schillertheater und bei den Salzburger Festspielen. 1980 und 1983 wurde er von der Redaktion der Zeitschrift Theater heute zum Schauspieler des Jahres gewählt. Im fortgeschrittenen Alter war er in Aufführungen an der Volksbühne am Rosa-Luxemburg-Platz unter der Regie von Christoph Marthaler und am Berliner Ensemble unter der Regie von Claus Peymann zu sehen.
Seine Film- und Fernseharbeit stand im Vergleich zu seiner Theaterarbeit immer im Hintergrund. Er spielte aber beispielsweise unter der Regie von Louis Malle in dessen Filmklassiker Auf Wiedersehen, Kinder und war in anspruchsvollen Fernsehproduktionen wie Die Geschwister Oppermann, Die Bertinis und Die Wannseekonferenz zu sehen. 1996 war Fitz für seine Darstellung des Reinhold Schünzel in Hans-Christoph Blumenbergs Beim nächsten Kuß knall’ ich ihn nieder für den Deutschen Filmpreis nominiert. Auch durch Kriminalfilme und -serien wurde Peter Fitz einem breiten Fernsehpublikum bekannt. Zuletzt spielte er in den Donna-Leon-Verfilmungen an der Seite von Joachim Król und Uwe Kockisch die Rolle des Conte Falier.
In den vom Hessischen Rundfunk produzierten Folgen des ARD Radio Tatorts sprach er den Camillo Falk, einen Fotografen mit Kontakten zur Unterwelt, dessen Sohn Kriminalhauptkommissar und eine weitere Hauptfigur der Reihe ist. In einer Reihe von Sherlock-Holmes-Hörspielen (1987–2004) für den SWF bzw. SWR, MDR und RBB war er Dr. Watson. Als Synchronsprecher lieh er seine Stimme internationalen Schauspielern wie Michel Serrault, Sam Waterston, Jean-Louis Trintignant und Dean Stockwell.
Peter Fitz, der zuletzt in Berlin-Charlottenburg lebte, verstarb am 10. Januar 2013 im Alter von 81 Jahren in seiner Wohnung. Er war der Vater der Schauspielerin Hendrikje Fitz (1961–2016) und des Schauspielers Florian Fitz (* 1967). Seine Grabstätte befindet sich auf dem Berliner Waldfriedhof Zehlendorf an der Potsdamer Chaussee. Neben ihm wurde auch seine Tochter Hendrikje beigesetzt. Er war verheiratet mit der Schauspielerin und Souffleuse Ute Fitz.

## Filmografie (Auswahl)
- 1960: Ein Fingerhut voll Mut
- 1967: Mike Blaubart
- 1971: Stückgut
- 1972: Der Held
- 1974: Die Bakchen
- 1976: Der unanständige Profit
- 1976: Die Schlacht – Szenen aus Deutschland
- 1976: Die Brüder
- 1977: Heinrich
- 1977: Die ganz begreifliche Angst vor Schlägen
- 1978: Zwischen zwei Kriegen
- 1979: Trilogie des Wiedersehens
- 1981: Der Mond schaut auf Kylenamoe
- 1981: Der Mann im Pyjama
- 1982: Faust
- 1982: Wer spinnt denn da, Herr Doktor?
- 1982/1985: Schwarz Rot Gold (Fernsehserie, zwei Folgen)
- 1983: Die Geschwister Oppermann (Fernsehzweiteiler)
- 1984: Die Wannseekonferenz
- 1984: Der Mord mit der Schere (Kurzfilm)
- 1986: Geblendeter Augenblick – Anton Weberns Tod
- 1986: Zápas tygru
- 1987: Auf Wiedersehen, Kinder (Au revoir les enfants)
- 1987: Drachenfutter
- 1988: Chimären – Fiktion und Wirklichkeit
- 1988: Zum Beispiel Otto Spalt
- 1988: Blinde Leidenschaft
- 1988: Die Bertinis
- 1988: Der Lockspitzel (ZDF)[6]
- 1988: Tatort: Winterschach
- 1989: Quatre mains
- 1990: Wilhelm Tell
- 1990: Dr. M
- 1990, 1994: Ein Fall für zwei – „Vaterliebe“, „Tod eines Künstlers“
- 1990: Exit Genua (All Out)
- 1991: Wer hat Angst vor Rot, Gelb, Blau?
- 1991: Tatort: Der Fall Schimanski
- 1992: Alles Lüge
- 1993: Ich und Christine
- 1993: Die Denunziantin
- 1994: Die Knickerbocker-Bande: Das sprechende Grab
- 1995: Kommissar Rex TV-Serie: Schüsse auf Rex
- 1995: Evelyn Hamanns Geschichten aus dem Leben – Rendezvous mit Rudolf
- 1995: Der Verräter
- 1995: Flirt
- 1995: Die Grube
- 1996: Schuldig auf Verdacht
- 1996: Tote sterben niemals aus
- 1996: Beim nächsten Kuß knall’ ich ihn nieder
- 1996: Kommissar Rex: Drei Sekunden bis zum Tod
- 1996: Babuschka
- 1996: Gespräch mit dem Biest
- 1997: Champagner und Kamillentee
- 1997: 14 Tage lebenslänglich
- 1997: Geisterjäger John Sinclair: Die Dämonenhochzeit
- 1997: Null Risiko und reich
- 1997: Tatort: Geld oder Leben
- 1997: Kommissar Schimpanski – Diamantenjagd
- 1997: Blutige Scheidung
- 1998: Polizeiruf 110: Das Wunder von Wustermark
- 1998: Gehetzt – Der Tod im Sucher
- 1998: Liebling, vergiß die Socken nicht!
- 1998: Dunckel (Fernsehfilm)
- 1998: Der Laden
- 1998: 23 – Nichts ist so wie es scheint
- 1999: Die Mörderin
- 1999: Tatort: Norbert
- 2000: Die Werckmeisterschen Harmonien
- 2000: Deutschlandspiel (Fernsehzweiteiler)
- 2001: Ich schenk dir meinen Mann 2
- 2001: Rosmersholm
- 2001: Planet der Kannibalen
- 2002: Donna Leon – Nobiltà
- 2002: Donna Leon – In Sachen Signora Brunetti
- 2003: Trenck – Zwei Herzen gegen die Krone
- 2003: Der Seerosenteich (2-teiliger Film)
- 2003: Liebe kommt als Untermieter
- 2003: Donna Leon – Venezianisches Finale
- 2003: September
- 2003: hamlet X
- 2003: Liebe zartbitter
- 2004: Wilsberg: Der Minister und das Mädchen
- 2004: Lautlos
- 2004: Die Konferenz
- 2004: Lauras Stern (Zeichentrickfilm – Sprecher des Mondes)
- 2005: Wellen
- 2005: Die Braut von der Tankstelle
- 2006: Mörderische Erpressung
- 2006: Bella Block: Mord unterm Kreuz
- 2006: Donna Leon – Endstation Venedig
- 2007: Töredék
- 2007: Weiße Lilien
- 2007: Heimweh nach drüben
- 2007: Contergan (Fernsehzweiteiler)
- 2007: Die Blüten der Sehnsucht
- 2007: Meine Mutter, mein Bruder und ich!
- 2008: Das Glück am Horizont
- 2009: Der Tiger oder Was Frauen lieben!
- 2009: Bis an die Grenze
- 2011: Der Kardinal
- 2011: Ein Sommer in Paris
- 2012: Donna Leon – Schöner Schein

## Theater
- 1970: Maxim Gorki: Die Kleinbürger – Regie: Horst Balzer (Freie Volksbühne Berlin)
- 1993: William Shakespeare: Coriolan (Cominius) – Regie: Deborah Warner (Salzburger Festspiele – Felsenreitschule)

## Hörspiele
- 1980: Anthony J. Ingrassia: Fame – Berühmt – Regie: Götz Naleppa (Hörspiel – RIAS Berlin)
- 1984: Alfred Behrens: Die Bettelnuss im Kopf – Regie: Alfred Behrens (Hörspiel – HR/NDR/SDR)
- 1991: Gabriel Josipovici: Nachruf auf L. S. (Freund) – Regie: Robert Matejka (Hörspiel – RIAS Berlin)
- 2003: Carlo Fruttero/Franco Lucentini: Die Farbe des Schicksals (Erzähler) – Regie: Hans Gerd Krogmann (Hörspiel – SWR)
- 2008: Mario Göpfert: Steppenwind und Adlerflügel (nach dem Kinderbuch von Xavier-Laurent Petit) – Regie: Christine Nagel (Kinderhörspiel – DKultur)
- 2009: Steven Carroll: Die Kunst des Lokomotivführers – Regie: Oliver Sturm (Hörspiel – SWR)

## Auszeichnungen
- 2001: Nestroy-Theaterpreis für die beste Nebenrolle als Rektor Kroll in Rosmersholm
- 2005: Hessischer Fernsehpreis als Ensemblemitglied des Films Die Konferenz